# Danh sách bệnh viện tại Thành phố Hồ Chí Minh
Danh sách này không đầy đủ, bạn cũng có thể giúp mở rộng danh sách.
Thành phố Hồ Chí Minh là đô thị lớn được xếp hạng đặc biệt tại Việt Nam, thành phố và vùng phụ cận tập trung dân cư đông đúc với hơn 15 triệu người (bao gồm Thành phố Hồ Chí Minh và Đông Nam Bộ), nhu cầu về y tế là đặc biệt lớn. Đồng thời thành phố cũng là một trung tâm y tế và nghiên cứu y khoa hàng đầu tại Việt Nam, dẫn đến tại đây tập trung lượng lớn bênh viện bao gồm bệnh viện trực thuộc bộ ngành trung ương, bệnh viện công lập trực thuộc Sở Y tế Thành phố Hồ Chí Minh và các bệnh viện/phòng khám tư nhân.

## Danh sách các bệnh viện trực thuộc bộ, ngành
| STT | Tên bệnh viện                                           | Tên khác                                                         | Năm thành lập | Loại bệnh viện | Cơ sở            | Số giường | Tuyến KCB theo BHYT | Cấp chuyên môn kĩ thuật | Cơ quan chủ quản                       | Website | Ghi chú |
| --- | ------------------------------------------------------- | ---------------------------------------------------------------- | ------------- | -------------- | ---------------- | --------- | ------------------- | ----------------------- | -------------------------------------- | ------- | ------- |
| 1   | Bệnh viện Chợ Rẫy                                       |                                                                  | 1900          | Đa khoa        | Quận 5           | 1.800     | Trung ương          | Chuyên sâu              | Bộ Y tế                                |         |         |
| 2   | Bệnh viện Răng Hàm Mặt Trung ương Thành phố Hồ Chí Minh | Viện Răng Hàm Mặt Việt Nam                                       | 1980          | Chuyên khoa    | Quận 5           | 250       | Trung ương          | Chuyên sâu              | Bộ Y tế                                |         |         |
| 3   | Bệnh viện Thống Nhất                                    | Bệnh viện Vì dân                                                 | 1975          | Đa khoa        | Tân Bình         | 1.200     | Trung ương          | Chuyên sâu              | Bộ Y tế                                |         |         |
| 4   | Bệnh viện 1A                                            | Bệnh viện Chỉnh hình và Phục hồi chức năng Thành phố Hồ Chí Minh | 1983          | Chuyên khoa    | Tân Bình         | 350       | Tỉnh                | Cơ bản                  | Bộ Y tế                                |         |         |
| 5   | Bệnh viện Quân y 175                                    | Bệnh viện Trung ương Quân đội 175                                | 1975          | Đa khoa        | Gò Vấp           | 1.500     | Trung ương          | Chuyên sâu              | Bộ Quốc phòng                          |         |         |
| 6   | Bệnh viện Quân y 7A                                     |                                                                  | 1976          | Đa khoa        | Quận 5           | 400       | Tỉnh                | Chuyên sâu              | Bộ Quốc phòng                          |         |         |
| 7   | Bệnh viện 30-4                                          |                                                                  | 1975          | Đa khoa        | Quận 5           | 500       | Trung ương          | Chuyên sâu              | Bộ Công an                             |         |         |
| 8   | Bệnh viện Giao thông Vận tải                            |                                                                  |               |                | Quận 3           | 70        | Huyện               | Cơ bản                  | Cục Y tế Giao thông Vận tải            |         |         |
| 9   | Bệnh viện Đa khoa Bưu điện                              | Bệnh viện Bưu điện II                                            | 2009          | Đa khoa        | Quận 10, Thủ Đức | 450       | Tỉnh                | Cơ bản                  | Tập đoàn Bưu chính Viễn thông Việt Nam |         |         |

## Danh sách các bệnh viện đại học
| STT | Tên bệnh viện                                  | Năm thành lập | Loại bệnh viện | Cơ sở                      | Số giường | Tuyến KCB theo BHYT | Cấp chuyên môn kĩ thuật | Cơ quan chủ quản | Website | Ghi chú                                         |
| --- | ---------------------------------------------- | ------------- | -------------- | -------------------------- | --------- | ------------------- | ----------------------- | ---------------- | ------- | ----------------------------------------------- |
| 1   | Bệnh viện Đại học Y Dược Thành phố Hồ Chí Minh | 2000          | Đa khoa        | Quận 5, Quận 10, Phú Nhuận | 1.000     | Trung ương          | Chuyên sâu              | Bộ Y tế          |         | Trực thuộc Đại học Y Dược Thành phố Hồ Chí Minh |

## Danh sách các bệnh viện hoặc trung tâm y tế công lập trực thuộc Sở Y tế Thành phố Hồ Chí Minh
| STT | Tên bệnh viện                                            | Tên khác                           | Năm thành lập | Loại bệnh viện | Cơ sở                                  | Số giường | Cấp chuyên môn kĩ thuật | Tuyến KCB theo BHYT | Website                        | Ghi chú |
| --- | -------------------------------------------------------- | ---------------------------------- | ------------- | -------------- | -------------------------------------- | --------- | ----------------------- | ------------------- | ------------------------------ | --- |
| 1   | Bệnh viện Nhân dân Gia Định                              | Bệnh viện Nguyễn Văn Học           | 1916          | Đa khoa        | Bình Thạnh                             | 1.500     | Chuyên sâu              | Tỉnh                | bvndgiadinh.org.vn             | |
| 2   | Bệnh viện Nhân dân 115                                   | Viện Quân y 115                    | 1989          | Đa khoa        | Quận 10                                | 1.600     | Chuyên sâu              | Tỉnh                | benhvien115.com.vn             | |
| 3   | Bệnh viện Đa khoa Sài Gòn                                |                                    | 1914          | Đa khoa        | Quận 1                                 | 250       | Cơ bản                  | Tỉnh                | benhviendakhoasaigon.vn        | |
| 4   | Bệnh viện Nguyễn Trãi                                    | Bệnh viện Phúc Kiến                | 1978          | Đa khoa        | Quận 5                                 | 800       | Chuyên sâu              | Tỉnh                | bvnguyentrai.org.vn            | |
| 5   | Bệnh viện Nguyễn Tri Phương                              | Bệnh viện Quảng Đông               | 1978          | Đa khoa        | Quận 5                                 | 700       | Chuyên sâu              | Tỉnh                | bvnguyentriphuong.com.vn       | |
| 6   | Bệnh viện An Bình                                        | Bệnh viện Triều Châu               | 2001          | Đa khoa        | Quận 5                                 | 500       | Cơ bản                  | Tỉnh                | benhvienanbinh.vn              | |
| 7   | Bệnh viện Trưng Vương                                    |                                    | 2014          | Đa khoa        | Quận 10                                | 700       | Chuyên sâu              | Tỉnh                | bvtrungvuong.vn                | |
| 8   | Bệnh viện Từ Dũ                                          | Bảo sanh viện Từ Dũ                | 1943          | Chuyên khoa    | Quận 1                                 | 1.000     | Chuyên sâu              | Tỉnh                | tudu.com.vn                    | Bệnh viện chuyên khoa phụ sản |
| 9   | Bệnh viện Hùng Vương                                     | Bảo sanh viện Hùng Vương           | 1901          | Chuyên khoa    | Quận 5                                 | 1.200     | Chuyên sâu              | Tỉnh                | bvhungvuong.vn                 | Bệnh viện chuyên khoa phụ sản |
| 10  | Bệnh viện Nhi đồng 1                                     | Bệnh viện Nhi đồng                 | 1956          | Chuyên khoa    | Quận 10                                | 1.400     | Chuyên sâu              | Tỉnh                | nhidong.org.vn                 | Bệnh viện chuyên khoa nhi |
| 11  | Bệnh viện Nhi đồng 2                                     | Bệnh viện Grall, Bệnh viện Đồn Đất | 1978          | Chuyên khoa    | Quận 1                                 | 1.400     | Chuyên sâu              | Tỉnh                | www.benhviennhi.org.vn         | Bệnh viện chuyên khoa nhi |
| 12  | Bệnh viện Nhi đồng Thành phố                             | Bệnh viện Nhi đồng 3               | 2018          | Chuyên khoa    | Bình Chánh                             | 1.000     | Chuyên sâu              | Tỉnh                | bvndtp.org.vn                  | Bệnh viện chuyên khoa nhi |
| 13  | Bệnh viện Bình Dân                                       |                                    | 1954          | Chuyên khoa    | Quận 3                                 | 790       | Chuyên sâu              | Tỉnh                | bvbinhdan.com.vn               | Bệnh viện chuyên khoa ngoại thận - tiết niệu, nam khoa |
| 14  | Bệnh viện Chấn thương Chỉnh hình                         | Bệnh viện Sùng Chính               | 1985          | Chuyên khoa    | Quận 5                                 | 500       | Chuyên sâu              | Tỉnh                | bvctch.vn                      | Bệnh viện chuyên khoa chấn thương chỉnh hình |
| 15  | Bệnh viện Ung bướu                                       |                                    | 1985          | Chuyên khoa    | Bình Thạnh, Thủ Đức                    |           | Chuyên sâu              | Tỉnh                | benhvienungbuou.vn             | Bệnh viện chuyên khoa ung bướu |
| 16  | Bệnh viện Truyền máu Huyết học                           |                                    | 1975          | Chuyên khoa    | Quận 5, Bình Chánh                     |           | Chuyên sâu              | Tỉnh                | bthh.org.vn                    | Bệnh viện chuyên khoa huyết học và truyền máu |
| 17  | Bệnh viện Bệnh Nhiệt đới                                 | Bệnh viện Chợ Quán                 | 1862          | Chuyên khoa    | Quận 5                                 | 550       | Chuyên sâu              | Tỉnh                | bvbnd.vn                       | Bệnh viện chuyên khoa truyền nhiễm |
| 18  | Bệnh viện Da liễu                                        |                                    | 1975          | Chuyên khoa    | Quận 3                                 | 120       | Chuyên sâu              | Tỉnh                | www.bvdl.org.vn                | Bệnh viện chuyên khoa da liễu |
| 19  | Bệnh viện Mắt                                            | Bệnh viện Saint-Paul               | 1978          | Chuyên khoa    | Quận 3                                 | 270       | Chuyên sâu              | Tỉnh                | benhvienmat.com                | Bệnh viện chuyên khoa mắt |
| 20  | Bệnh viện Tai Mũi Họng                                   |                                    | 1986          | Chuyên khoa    | Quận 3                                 |           | Chuyên sâu              | Tỉnh                | taimuihongtphcm.vn             | Bệnh viện chuyên khoa tai mũi họng |
| 21  | Bệnh viện Răng Hàm Mặt Thành phố Hồ Chí Minh             |                                    | 1991          | Chuyên khoa    | Quận 1                                 |           | Chuyên sâu              | Tỉnh                | bvranghammat.com               | Bệnh viện chuyên khoa răng hàm mặt |
| 22  | Bệnh viện Phạm Ngọc Thạch                                | Bệnh viện Hồng Bàng                | 1957          | Chuyên khoa    | Quận 5                                 | 1.035     | Chuyên sâu              | Tỉnh                | bvpnt.org.vn                   | Bệnh viện chuyên khoa lao và bệnh phổi |
| 23  | Bệnh viện Tâm thần                                       |                                    | 1978          | Chuyên khoa    | Quận 5, Bình Chánh, Thủ Đức, Phú Nhuận |           | Chuyên sâu              | Tỉnh                | bvtt-tphcm.org.vn              | Bệnh viện chuyên khoa tâm thần |
| 24  | Bệnh viện Phục hồi chức năng - Điều trị bệnh nghề nghiệp |                                    |               | Chuyên khoa    | Quận 8                                 |           | Chuyên sâu              | Tỉnh                | bvphuchoichucnanghcm.vn        | Bệnh viện chuyên khoa phục hồi chức năng và điều trị bệnh nghề nghiệp                                                                                           |
| 25  | Bệnh viện Y học cổ truyền                                |                                    |               | Chuyên khoa    | Quận 3, Quận 5                         |           | Chuyên sâu              | Tỉnh                | www.yhct.vn                    | |
| 26  | Viện Y dược học dân tộc                                  |                                    | 1975          | Chuyên khoa    | Phú Nhuận                              | 239       | Chuyên sâu              | Tỉnh                | vienydhdt.gov.vn               | là đơn vị phụ trách đầu ngành khám bệnh, chữa bệnh bằng y, dược cổ truyền của 19 tỉnh, thành miền Nam (trong đó có thành phố Hồ Chí Minh) và 05 tỉnh Tây Nguyên |
| 27  | Viện Tim                                                 |                                    | 1991          | Chuyên khoa    | Quận 10                                | 110       | Chuyên sâu              | Tỉnh                | vientimtphcm.vn                | Viện chuyên khoa tim mạch |
| 28  | Bệnh viện Nhân Ái                                        |                                    |               | Chuyên khoa    | Bù Gia Mập, Bình Phước                 |           | Cơ bản                  | Tỉnh                | www.benhviennhanai.vn          | Bệnh viện chuyên khoa điều trị HIV và cai nghiện |
| 29  | Bệnh viện Bến Sắn                                        |                                    |               | Chuyên khoa    | Tân Uyên, Bình Dương                   |           | Cơ bản                  | Tỉnh                | khudieutriphong.medinet.gov.vn | Bệnh viện chuyên khoa phong |
| 30  | Bệnh viện Đa khoa khu vực Củ Chi                         |                                    |               | Đa khoa        | Củ Chi                                 |           | Cơ bản                  | Huyện               | bvdkkvcuchi.vn                 | |
| 31  | Bệnh viện Đa khoa khu vực Hóc Môn                        |                                    |               | Đa khoa        | Hóc Môn                                |           | Cơ bản                  | Huyện               | bvdkhocmon.vn                  | |
| 32  | Bệnh viện Đa khoa khu vực Thủ Đức                        |                                    |               | Đa khoa        | Thủ Đức                                |           | Cơ bản                  | Huyện               | benhvienkhuvucthuduc.vn        | |
| 33  | Bệnh viện thành phố Thủ Đức                              |                                    |               |                |                                        |           | Chuyên sâu              | Huyện               |                                | |
| 34  | Bệnh viện quận 1                                         |                                    |               |                |                                        |           | Cơ bản                  | Huyện               |                                | |
| 35  | Bệnh viện Lê Văn Thịnh                                   | Bệnh viện quận 2                   |               |                |                                        |           | Chuyên sâu              | Huyện               |                                | |
| 36  | Trung tâm Y tế quận 3                                    |                                    |               |                |                                        |           | Cơ bản                  | Huyện               |                                | |
| 37  | Bệnh viện quận 4                                         |                                    |               |                |                                        |           | Cơ bản                  | Huyện               |                                | |
| 38  | Trung tâm Y tế quận 5                                    |                                    |               |                |                                        |           | Cơ bản                  | Huyện               |                                | |
| 39  | Bệnh viện quận 6                                         |                                    |               |                |                                        |           | Cơ bản                  | Huyện               |                                | |
| 40  | Bệnh viện quận 7                                         |                                    |               |                |                                        |           | Cơ bản                  | Huyện               |                                | |
| 41  | Bệnh viện quận 8                                         |                                    |               |                |                                        |           | Cơ bản                  | Huyện               |                                | |
| 42  | Bệnh viện Lê Văn Việt                                    | Bệnh viện quận 9                   |               |                |                                        |           | Cơ bản                  | Huyện               |                                | |
| 43  | Trung tâm Y tế quận 10                                   |                                    |               |                |                                        |           | Cơ bản                  | Huyện               |                                | |
| 44  | Bệnh viện quận 11                                        |                                    |               |                |                                        |           | Cơ bản                  | Huyện               |                                | |
| 45  | Bệnh viện quận 12                                        |                                    |               |                |                                        |           | Cơ bản                  | Huyện               |                                | |
| 46  | Bệnh viện quận Bình Tân                                  |                                    |               |                |                                        |           | Cơ bản                  | Huyện               |                                | |
| 47  | Bệnh viện quận Bình Thạnh                                |                                    |               |                |                                        |           | Cơ bản                  | Huyện               |                                | |
| 48  | Bệnh viện quận Gò Vấp                                    |                                    |               |                |                                        |           | Cơ bản                  | Huyện               |                                | |
| 49  | Bệnh viện quận Phú Nhuận                                 |                                    |               |                |                                        |           | Cơ bản                  | Huyện               |                                | |
| 50  | Bệnh viện quận Tân Bình                                  |                                    |               |                |                                        |           | Cơ bản                  | Huyện               |                                | |
| 51  | Bệnh viện quận Tân Phú                                   |                                    |               |                |                                        |           | Cơ bản                  | Huyện               |                                | |
| 52  | Bệnh viện huyện Bình Chánh                               |                                    |               |                |                                        |           | Cơ bản                  | Huyện               |                                | |
| 53  | Bệnh viện huyện Củ Chi                                   |                                    |               |                |                                        |           | Cơ bản                  | Huyện               |                                | |
| 54  | Bệnh viện huyện Nhà Bè                                   |                                    |               |                |                                        |           | Cơ bản                  | Huyện               |                                | |
| 55  | Trung tâm Y tế huyện Cần Giờ                             |                                    |               |                |                                        |           | Cơ bản                  | Huyện               |                                | |

## Danh sách các bệnh viện hoặc phòng khám tư nhân
| STT | Tên bệnh viện                     | Chủ sở hữu                                            | Năm thành lập | Loại bệnh viện | Trụ sở    | Cơ sở     | Số giường | Phân tuyến  | Website                                             | Ghi chú |
| --- | --------------------------------- | ----------------------------------------------------- | ------------- | -------------- | --------- | --------- | --------- | ----------- | --------------------------------------------------- | --- |
| 1   | Bệnh viện Đa khoa Hoàn Mỹ Sài Gòn | Tập đoàn Y khoa Hoàn Mỹ                               | 1997          | Đa khoa        | Phú Nhuận |           | 200       | Thành phố   |                                                     | |
| 2   | Bệnh viện Mắt Prima Saigon        | Tập đoàn Y khoa Hoàn Mỹ                               | 2018          | Chuyên khoa    | Quận 3    |           | 20        | Quận/ Huyện |                                                     | Giám đốc điều hành Trần Quốc Bảo . Thành viên Việt Nam đầu tiên của Hiệp hội bệnh viện Mắt Thế Giới - World Association of Eye Hospitals(WAEH) . Được Đại sứ Quán/ Tổng Lãnh sự Quán Mỹ (US Consulate) tại Việt Nam công nhận là một trong những bệnh viện Mắt đáng tin cậy cho công dân Mỹ |
| 3   | Bệnh viện quốc tế City            | Công ty TNHH Bệnh viện quốc tế City                   | 2014          | Đa khoa        | Bình Tân  |           | 320       | Thành phố   |                                                     | Bệnh viện Quốc Tế tốt nhất Việt Nam, theo đánh giá của tạp chí US News và Voice of America khi phỏng vấn ông Trần Quốc Bảo, giám đốc chiến lược . |
| 4   | Bệnh viện An Sinh                 | Công ty TNHH Bệnh viện Đa khoa Tư nhân An Sinh        | 2006          | Đa khoa        | Phú Nhuận |           | 150       | -           |                                                     | |
| 5   | Bệnh viện Cao Thắng               | Công ty TNHH Thương mại - Dịch vụ Bệnh viện Cao Thắng | 2016          | Chuyên khoa    | Quận 5    | Quận 1    |           | -           |                                                     | |
| 6   | Bệnh viện Đa khoa Mắt Sài Gòn     | Tập đoàn Y khoa Sài Gòn                               | 2006          | Đa khoa        | Quận 10   |           | 31        | -           |                                                     | |
| 7   | Bệnh viện đa khoa Mỹ Đức          | Công ty Cổ Phần Bệnh Viện Đa Khoa Mỹ Đức              | 2002          | Đa khoa        | Tân Bình  | Phú Nhuận |           | -           |                                                     | |
| 8   | Bệnh viện Gaya Việt Hàn           | Công ty TNHH Bệnh Viện Gaya Việt Hàn                  | 2004          | Chuyên khoa    | Tân Bình  |           |           | -           |                                                     | |
| 9   | Bệnh viện Gia An 115              | Công ty TNHH Bệnh Viện Gia An 115                     | 2018          | Đa khoa        | Bình Tân  |           | 365       | -           |                                                     | Bệnh viện đầu tiên của TP. HCM được xây dựng theo phương thức hợp tác đối tác công tư (PPP) giữa Bệnh viện Nhân dân 115 và Tập đoàn Hoa Lâm |
| 10  | Bệnh viện Mắt Việt Hàn            | Tập đoàn Y khoa Sài Gòn                               | 2004          | Chuyên khoa    | Quận 10   |           | 21        | -           | Lưu trữ ngày 3 tháng 9 năm 2021 tại Wayback Machine | |
| 11  | Bệnh viện Pháp Việt               | Thompson Medical Group                                | 2003          | Đa khoa        | Quận 7    | Quận 1    | 220       |             |                                                     | Thompson Medical Group đã mua lại từ Medical Founders Holding vào năm 2024 |
| 12  | Bệnh viện Quốc Ánh                | Công ty TNHH MTV Bệnh viện Quốc Ánh                   | 2014          | Đa khoa        | Bình Tân  |           | 200       | Quận/huyện  |                                                     | |
| 13  | Bệnh viện Tim Tâm Đức             | Công ty Cổ phần Bệnh viện Tim Tâm Đức                 | 2006          | Chuyên khoa    | Quận 7    |           | 370       | -           |                                                     | |
| 14  | Bệnh viện Triều An                | Công ty Cổ phần Bệnh viện Đa khoa Tư nhân Triều An    | 2001          | Đa khoa        | Bình Tân  |           | 350       | Quận/huyện  |                                                     | |
| 15  | Bệnh viện Vạn Hạnh                | Công ty TNHH Bệnh viện Đa Khoa Vạn Hạnh               | 2000          | Đa khoa        | Quận 10   | Quận 3    | 135       | Thành phố   |                                                     | |
| 16  | Bệnh viện Tai Mũi Họng Sài Gòn    | Công ty Cổ phần Bệnh viện Tai Mũi Họng Sài Gòn        | 2007          | Chuyên Khoa    | Quận 1    |           | 21        | Thành phố   | 15                                                  | |
| 17  | Bệnh viện Đa khoa Tâm Anh         | Công ty Cổ phần Bệnh viện Đa Khoa Tâm Anh             | 2007          | Đa khoa        | Tân Bình  |           |           | Thành phố   | https://tamanhhospital.vn/                          | |